# سوکوو (استان اشوی‌داشکسیه)
سوکوو (به لهستانی: Suków) یک منطقهٔ مسکونی در لهستان است که در گمینا دالشتسه واقع شده‌است. سوکوو ۱٬۸۰۰ نفر جمعیت دارد.